# Wilhelm III Orański
Wilhelm III Orański (ang. William III, hol. Willem III, właściwie Wilhelm Henryk Orański) (ur. 14 listopada 1650 w Hadze, zm. 8 marca 1702 w Londynie) – książę Oranii-Nassau, namiestnik Republiki Zjednoczonych Prowincji, król Anglii i Szkocji (jako Wilhelm II), pogrobowy syn Wilhelma II Orańskiego i Marii Stuart, córki króla Anglii i Szkocji Karola I.

## Młodość
Wilhelm III urodził się w Hadze, w Niderlandach, 8 dni po tym, jak jego ojciec zmarł na ospę. Nosił tytuł suwerennego Księcia Oranii już od urodzenia. W okresie małoletności regencję sprawowała jego matka Maria, babka Amalia von Solms-Braunfeld oraz elektor Brandenburgii Fryderyk Wilhelm, który miał równoważyć wpływy dwóch nieprzepadających za sobą kobiet.
Księżna Maria niewiele interesowała się wychowaniem syna, spędzając czas głównie na francuskich dworach. Od kwietnia 1656 r. wychowawcą Wilhelma został Cornelis Trigland, następnie Gisbertius Voetius i Christiaan Huygens. W 1659 r. książę rozpoczął naukę na uniwersytecie w Lejdzie pod kierunkiem Hendrika Borniusa. W lutym 1660 r. jego wychowawcą został Samuel Chappuzeau. Młody książę nie przejawiał wielkiego zainteresowania dziełami filozofów czy klasyków literatury. Wolał czytać prace poświęcone sztuce, ogrodnictwu i malarstwu.
25 września 1660 r. pieczę nad edukacją Wilhelma przejęły Stany Holenderskie, które chciały zadbać o odpowiednie przygotowanie księcia do sprawowania państwowych urzędów. 23 grudnia 1660 zmarła matka Wilhelma (miał wtedy 10 lat) – również na ospę, w Whitehall Palace w Londynie. Była akurat z wizytą u swojego brata, króla Karola II Stuarta. Przed śmiercią wyznaczyła go na opiekuna swojego syna. Karol zrzucił odpowiedzialność na jego babkę Amalię, księżną-wdowę, jednak stale korespondował z Wilhelmem i darzył go sympatią.
Nauczycielem Wilhelma w latach 1659–1661 był Samuel Chappuzeau, protestancki wykładowca. 25 kwietnia 1653 r. Wilhelm otrzymał Order Podwiązki. W latach 1659–1666 Wilhelm pobierał nauki na uniwersytecie w Lejdzie, ale nigdy nie został oficjalnie włączony w poczet studentów. W 1666 r. otrzymał pierwsze urzędy w Republice Zjednoczonych Prowincji, ale dążenia do przywrócenia urzędu stadhouderatu Domowi Orańskiemu spotykały się ze sprzeciwem Jana de Witta, który sprawował w Niderlandach realną władzę. W 1667 r. stronnicy Orańczyka próbowali uzyskać dla księcia stanowiska Kapitana Generalnego i Admirała Generalnego. W odpowiedzi de Witt wydał Edykt wieczysty, który stanowił, że wyżej wymienionych urzędów nie można łączyć z funkcją stadhoudera w żadnej ze Zjednoczonych Prowincji. Stany Zelandii zdołały jednak uhonorować Wilhelma, nadając mu w 1668 roku prestiżowy tytuł Pierwszego Szlachetnego.

## Stadhouder Niderlandów
Sytuacja zmieniła się w 1672 r., kiedy wybuchła III wojna angielsko-holenderska. Z Anglią sprzymierzyła się Francja, która zaatakowała Niderlandy, zajmując większość kraju. W rozruchach, jakie wybuchły w Hadze, zamordowani zostali Jan de Witt i jego brat Cornelius. Partia orańska odniosła pełne zwycięstwo. 28 czerwca Wilhelm otrzymał stanowiska Kapitana Generalnego i Admirała Generalnego oraz został wybrany stadhouderem Holandii, Zelandii i Utrechtu. W 1675 r. otrzymał stadhouderat w Geldrii i Overijssel.
W latach 1672–1673 holenderski admirał Michiel de Ruyter kilkakrotnie pokonał flotę angielsko-francuską, uniemożliwiając jej zablokowanie niderlandzkich portów i wysadzenie desantu. Holendrzy odzyskali również Nowe Niderlandy. Niepowodzenia te wraz z sojuszem niderlandzko-hiszpańskim zniechęciły Anglików do kontynuowania wojny. 19 lutego 1674 r. zawarto traktat w Westminster, w którym Holendrzy zobowiązywali się opuścić Nowe Niderlandy (co uczynili w listopadzie 1674 r.). Była to ostatnia do 1781 r. wojna angielsko-holenderska. Aby umocnić pokój z Anglią, 4 listopada 1677 r. w St. James’s Palace Wilhelm poślubił Marię Stuart (30 kwietnia 1662 – 28 grudnia 1694), najstarszą córkę Jakuba Stuarta, 1. księcia Yorku i lady Anny Hyde, córki 1. hrabiego Clarendon. Książę Yorku był następcą bezdzietnego Karola II, był jednak katolikiem, a małżeństwo jego córki z Wilhelmem miało poprawić jego wizerunek w oczach protestantów.

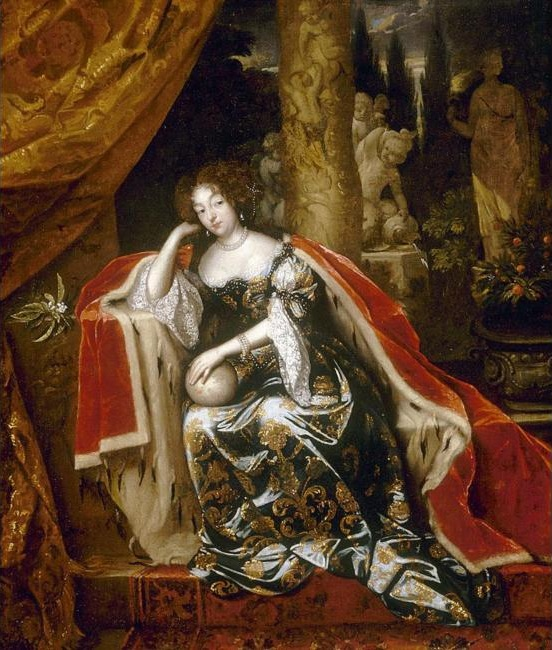
Żona Wilhelma, Maria Stuart

Małżeństwo Wilhelma i Marii nie należało do szczęśliwych. Maria trzykrotnie była w ciąży, ale wszystkie kończyły się poronieniami. Wilhelm miał wiele kochanek wśród dam dworu swojej żony, a były także plotki, że Wilhelm jest homoseksualistą. Z biegiem czasu jednak stosunki między małżonkami uległy zacieśnieniu.
W 1678 r. Wilhelm zawarł pokój z królem Francji Ludwikiem XIV. W 1679 r. przyjmował w Hadze swojego teścia, który musiał opuścić Anglię w wyniku antykatolickiej histerii, jaka rozpętała się tam pod wpływem pogłosek o „papieskim spisku”, który miał na celu obalenie i zamordowanie Karola II. W 1683 r. przyjął również księcia Monmouth, który był kandydatem angielskich protestantów do sukcesji po Karolu II i znalazł się na wygnaniu po nieudanej próbie zamachu na Karola i jego brata. Z niepokojem obserwował agresywną politykę Ludwika XIV w Niemczech. Wielce go zaniepokoiło przyłączenie Alzacji do Francji i francuskie apetyty na Luksemburg. W 1686 r. przyłączył się do Ligi Augsburskiej razem z cesarzem Leopoldem I i innymi książętami niemieckimi. Tymczasem jednak zaszły wydarzenia, które na pewien czas odwróciły uwagę Wilhelma od spraw kontynentu.

## Król Anglii

### Chwalebna rewolucja
Król Karol II zmarł w 1685 r. i tron Anglii i Szkocji przypadł jego katolickiemu bratu, Jakubowi II. Jego rządy i faworyzowanie katolików nie cieszyły się poparciem w Anglii. Dodatkowo 10 czerwca 1688 r. katolicka królowa Maria z Modeny urodziła syna, Jakuba, który został następcą tronu (dotychczasową następczynią tronu była Maria, żona Wilhelma). Perspektywa utrwalenia się katolickiej dynastii na angielskim tronie była nie do przyjęcia dla anglikańskich poddanych Jakuba. Zwalczające się dotąd frakcje wigów i torysów doszły do porozumienia i pod koniec czerwca wysłały list do Wilhelma z prośbą, aby przybył i obalił Jakuba (list podpisała tzw. nieśmiertelna siódemka – lord Danby, lord Shrewsbury, lord Devonshire, lord Lumley, Henry Compton, biskup Londynu, Edward Russell i Henry Sydney, który spisał owo „zaproszenie”).
Przygotowania trwały całe lato. Wilhelmowi sprzyjała sytuacja międzynarodowa. W 1688 r. agresja francuska na Palatynat wywołała kolejną wojnę z Francją, zwaną wojną augsburską. Jakub II był postrzegany przez większość Europy jako sojusznik Ludwika XIV. Kiedy we wrześniu Wilhelm ogłosił, że wyprawia się do Anglii, aby bronić religii protestanckiej oraz wolności Parlamentu, poparły go katolickie kraje Ligi, a nawet papież Innocenty XI. Na początku listopada Wilhelm wszedł na pokład okrętu Den Briel i 5 listopada wylądował z 15 000 żołnierzy w Brixham. Poparcia Wilhelmowi udzieliła armia i flota, przybywali do niego liczni lordowie świeccy i duchowni. Podczas marszu na Londyn Wilhelm zwołał swój pierwszy Parlament w Berry Pomeroy. Opuszczany przez kolejnych stronników Jakub podjął 11 grudnia nieudaną próbę ucieczki, ale został pojmany przez rybaków i odstawiony do Londynu. Powiodła się druga próba ucieczki, podjęta 23 grudnia. Wilhelm nie przeszkadzał teściowi w ucieczce, nie chcąc uczynić z niego męczennika katolickiej sprawy.

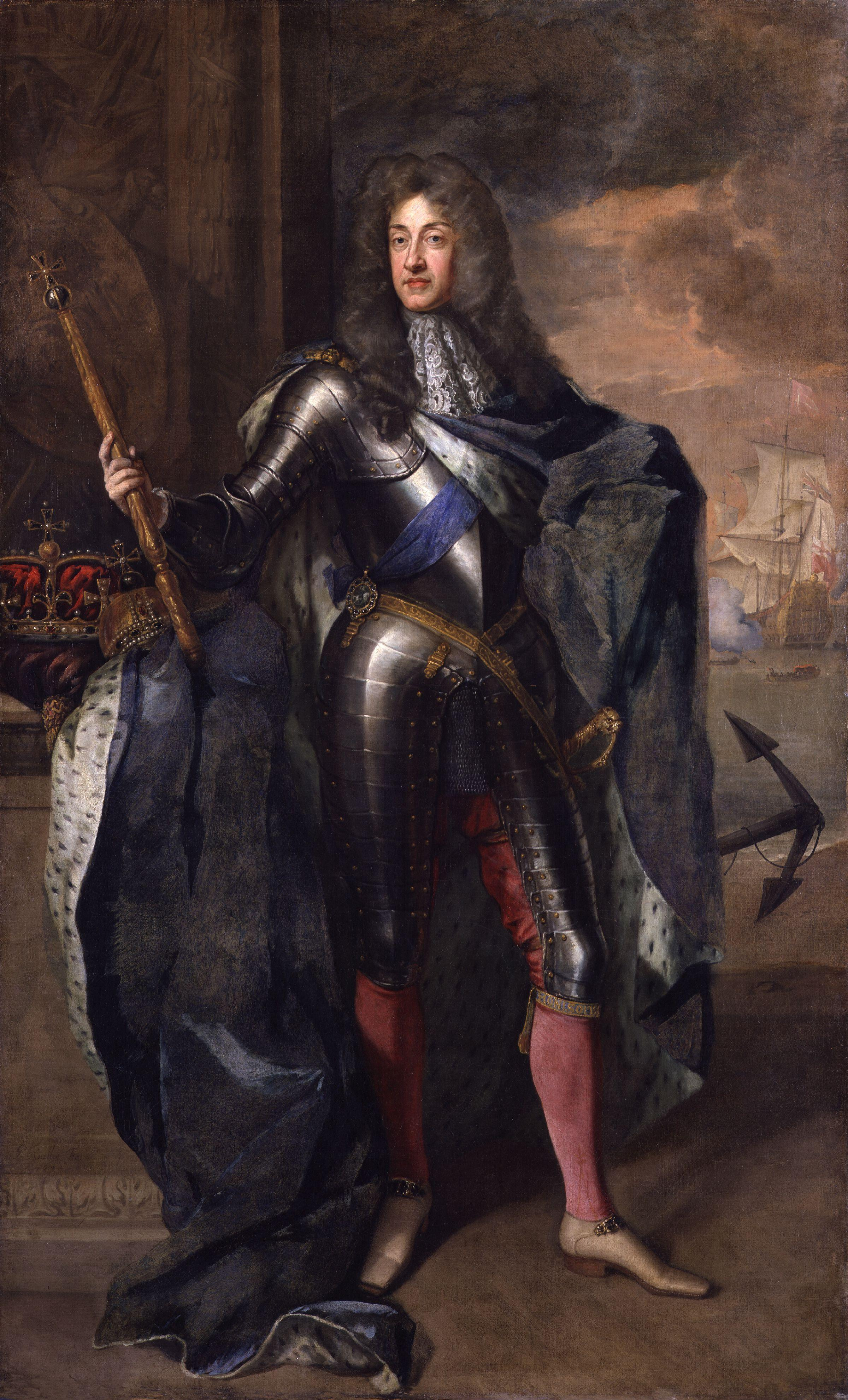
Jakub II Stuart

Ucieczka Jakuba została potraktowana przez stany Anglii jako abdykacja. Parlament zwrócił się wówczas do Marii Stuart z prośbą o objęcie tronu. Kwestią sporną pozostał status jej małżonka. Początkowo miał on nosić tytuł księcia-małżonka, ostatecznie zaproponowano mu tytuł królewski, ale tylko na czas życia Marii. Wilhelm nie zgodził się na to i zażądał dożywotniego tytułu królewskiego. To wywołało opór Parlamentu, który posunął się nawet do zaproponowania, aby nie nadawać Wilhelmowi żadnego tytułu. Ostatecznie dzięki poparciu swojej żony Wilhelmowi udało się narzucić swoje zdanie Parlamentowi.
13 lutego 1689 r. Parlament uchwalił Bill of Rights, który zapoczątkował w Anglii okres monarchii parlamentarnej. Ustawa zakazywała ustanawiania nowych praw i nakładania podatków bez zgody obu Izb, nakazywała częste zwoływanie Parlamentu (w 1694 r. sprecyzowano, że kadencja Parlamentu ma trwać 3 lata), wolne wybory do Parlamentu, wolność słowa i debatowania w Parlamencie, przy jednoczesnej dyskryminacji katolików (wykluczeni z linii sukcesji do brytyjskiego tronu oraz pozbawieni możliwości piastowania urzędów państwowych). Wilhelm i Maria zaprzysięgli ustawę i 11 kwietnia zostali ukoronowani w Westminsterze przez biskupa Comptona (William Sancroft, arcybiskup Canterbury, odmówił zgody na koronację, gdyż uznawał detronizację Jakuba za nielegalną). 11 maja Wilhelm został uznany królem w Szkocji. Przyjął tam imię Wilhelma II.

### Walki z jakobitami
Zakończenie tej tzw. chwalebnej rewolucji nie oznaczało bynajmniej końca walki o koronę. Jakub II udał się na wygnanie do Francji, gdzie wsparcie obiecał mu Ludwik XIV. W kraju, zwłaszcza w Irlandii i Szkocji, pozostali stronnicy Jakuba, zwani jakobitami. Pierwsze powstanie wywołali już w kwietniu 1689 r. w Szkocji pod wodzą wicehrabiego Dundee. Poparcia udzieliły mu klany górskie. 27 lipca pokonał wilhelmitów pod Killiecrankie, ale sam zginął walcząc w pierwszej linii. Po jego śmierci powstanie zaczęło przygasać. Ostatnie oddziały walczyły do 1691 r. W tym samym roku Wilhelm próbował przeciągnąć na swoją stronę klanowych przywódców. Po fiasku tej inicjatywy rząd w Edynburgu, obsadzony przez stronników Wilhelma (tzw. oranżystów) ogłosił ultimatum, w którym nakazywał złożenie do końca 1691 r. przysięgi na wierność Wilhelmowi. Kto by tego nie uczynił, zostanie ogłoszony zdrajcą ze wszystkimi tego konsekwencjami.
Ze złożeniem przysięgi zwlekał Alastair Maclan, wódz bocznej gałęzi klanu MacDonaldów. Wykorzystali to jego wrogowie z klanu Campbell. 13 lutego 1692 r. 2 kompanie Pułku Piechoty Hrabstwa Argyll pod dowództwem Roberta Campella z Glenlyon dokonały masakry 37 członków klanu MacDonald w Glencoe (tzw. rzeź w Glencoe). Wieść o masakrze obiegła całą Szkocję, a dzięki działalności jakobitów całą Europę. Rząd w Londynie zaprzeczał powiązaniu masakry z królem Wilhelmem, ale niewielu w to uwierzyło. Masakra w Glencoe przyczyniła się do upadku prestiżu Wilhelma w Szkocji.
Ognisko oporu znajdowało się jeszcze w Irlandii. Ta w większości katolicka wyspa trwała wiernie przy domu Stuartów. 12 marca 1689 r. w Irlandii wylądował Jakub II, uzyskując szerokie poparcie wśród Irlandczyków. Sukcesy Jakuba zmusiły Wilhelma do działania. Już latem 1689 r. wysłał na wyspę posiłki pod wodzą księcia Schomberga. Książę pokonał oddziały Jakuba, ale dysponując mniejszymi siłami nie zdecydował się na pościg i wycofał się na zimę do Ulsteru. 25 czerwca 1690 r. do Ulsteru przybył Wilhelm i rozpoczął marsz na Dublin. Jakobici nie mogli sobie pozwolić na utratę tego ważnego miasta i postanowili przeciąć Wilhelmowi drogę nad rzeką Boyne.
Wilhelm dotarł nad Boyne 10 lipca. Następnego dnia o mało co nie stracił życia, kiedy ostrzelała go jakobicka artyleria podczas rekonesansu. Sama bitwa odbyła się 12 lipca 1690 r. Była zacięta, a jakobici stawiali twardy opór. Dopiero groźba okrążenia przez oranżystów zmusiła jakobitów do odwrotu, który jednak odbywał się w dobrym porządku. Później jednak spanikował Jakub, który odpłynął do Francji, a część piechoty zdezerterowała. 14 lipca Wilhelm tryumfalnie wkroczył do Dublina. Walki trwały jeszcze przez rok i zakończyły się kapitulacją resztek armii jakobickiej w Limerick. Panowanie Wilhelma w Irlandii zostało utrwalone.

### Sprawy wewnętrzne
Pierwszym aktem Wilhelma jako króla Anglii był Akt o Tolerancji z 1689 r., w którym gwarantował tolerancję religijną anglikańskim nonkonformistom. Utrzymała się jednak dyskryminacja katolików. Przez kolejne 5 lat Wilhelm współrządził ze swoją żoną. Kiedy przebywał za granicą, Maria rządziła w jego imieniu, kiedy Wilhelm przebywał w kraju – sprawował pełnię władzy. Chociaż wychowany w kalwinizmie, po objęciu angielskiego tronu przeszedł na anglikanizm. Śmierć żony w 1694 r. głęboko go zasmuciła. Miał wówczas powiedzieć, że z najszczęśliwszego człowieka stał się najżałośniejszym stworzeniem na ziemi.
Wilhelm faworyzował ludzi, którzy wraz z nim przybyli z Niderlandów. Wielką karierę zrobiło zwłaszcza dwóch z nich: Hans Willem Bentinck i Arnold Joost van Keppel, którzy otrzymali parowskie tytuły, odpowiednio hrabiego Portland i hrabiego Albemarle.
W 1701 r. Parlament uchwalił kolejny ważny akt prawny, mianowicie Act of Settlement, który ustalał porządek sukcesji po Wilhelmie III (po jego bezpotomnej śmierci tron miała objąć jego szwagierka Anna, korona miała następnie przypaść jej potomstwu, a w wypadku jego braku – dalekiej kuzynce obojga, Zofii Dorocie, żonie elektora Hanoweru). Oprócz tego Act zawierał wiele postanowień fundamentalnych dla rozwoju brytyjskiej monarchii parlamentarnej. Stwierdzono w nim, że król jest związany prawem, stworzono podstawy niezawisłości sędziowskiej (sędzia mógł zostać usunięty jedynie na żądanie obu Izb), odebrano również królowi prawo łaski wobec ministra oskarżonego w trybie impeachment.
Za czasów króla Wilhelma (zwanego przez swoich zwolenników 'królem Billym) rozpoczął się również proces kształtowania angielskiego gabinetu. Wywodził się on bezpośrednio z Tajnej Rady, z której za czasów Karola II zaczęto powoływać wybranych urzędników, którzy zbierali się w gabinecie królewskim (stąd nazwa). Za czasów Wilhelma podział brytyjskiej sceny politycznej sprawił, że członkowie gabinetu często nie mogli dojść do porozumienia. Aby uniknąć sporów, król Wilhelm zaczął powoływać do gabinetu przedstawicieli tej partii, która miała większość w Izbie Gmin.
W polityce gospodarczej Wilhelm popierał interesy właścicieli ziemskich i burżuazji. Wprowadził premie za wywóz zboża z Anglii. Aby podnieść dochody skarbu, ustanowiono podatek gruntowy (1689 r.). W celu powiększenia kredytów państwowych założono w 1694 r. Bank Anglii w Londynie. Miał on prawo emisji banknotów, dyskontowania weksli oraz przeprowadzania transakcji finansowych. Bank udzielił państwu wysokiej pożyczki w wysokości 8 milionów funtów z oprocentowaniem 8%.
W 1693 r. Wilhelm i Maria powołali College of William and Mary w Williamsburgu w Wirginii, drugą najstarszą szkołę wyższą w Ameryce.

## Polityka zagraniczna

### Wojna z Ludwikiem XIV
Walki z jakobitami w Irlandii były częścią wojny Ligi Augsburskiej z Francją, która trwała na kontynencie od 1688 r. (wojna angielsko-francuska toczyła się również w Ameryce i znana jest jako wojna króla Wilhelma). Niderlandy zaatakowała armia pod wodzą Marszałka Francji de Luxemburga. Wilhelm pojawił się na europejskim teatrze działań dopiero w 1692, kiedy francuska próba osadzenia na tronie Anglii Jakuba II została udaremniona w wyniku klęski francuskiej floty pod La Houge. Pierwszym zadaniem Wilhelma było uwolnienie od oblężenia twierdzy Namur. Wilhelm spóźnił się jednak i 30 czerwca twierdza skapitulowała.
Wówczas Wilhelm, na czele połączonych angielsko-niderlandzko-duńskich wojsk w liczbie 90 000, pomaszerował na Mons. Osłaniająca oblężenie Namur armia marszałka Luxemburga ruszyła, aby osłonić miasto. 3 sierpnia 1692 r. sprzymierzeni zaatakowali nagle obóz francuski pod Steenkerke. Luxemburg był całkowicie zaskoczony, jednak ukształtowanie terenu nie sprzyjało koalicji. Wilhelm Orański wydał w końcu rozkaz, aby kawaleria wycofała się z walki, co wprowadziło zamieszanie w szeregach sprzymierzonych. Linia francuska zdołała okrzepnąć, a na dodatek Luxemburgowi udało się wprowadzić na pole bitwy centrum i lewe skrzydło. Wilhelm uznał wówczas, że bitwa jest przegrana i nakazał odwrót, podczas którego ucierpiała jeszcze tylna straż holenderska.
Rok później Wilhelm ponownie zmierzył się z Luxemburgiem, tym razem pod Neerwinden. Bitwa odbyła się 29 lipca 1693 r. Luxemburgowi udało się zmusić Orańczyka do podziału armii. Francuski dowódca skupił się następnie na atakach na wieś Neerwinden. Wilhelm rozpoczął wówczas przerzucanie z centrum i lewego skrzydła oddziałów na zagrożony odcinek. Wykorzystał to dowodzący francuskim centrum Feuquières, który poprowadził szarżę francuskiej kawalerii. Zaskoczone oddziały koalicji rzuciły się do ucieczki przez rzekę Geete, gdzie setki żołnierzy utonęło. Tylko postawa brytyjskiej straży tylnej pod osobistym dowództwem Wilhelma uratowała sprzymierzonych od zupełnego pogromu.
Mimo porażek w polu, sprzymierzonym udało się zachować przewagę w Niderlandach. Chwiejna równowaga zachowana została również w koloniach, gdzie Francuzi opanowali Ziemię Ruperta i Nową Fundlandię, natomiast Anglicy zajęli Akadię. Planowana ofensywa nie doszła do skutku i wojna przekształciła się w ciąg granicznych potyczek.
Kongres kończący wojnę rozpoczął się w maju 1697 r. w Rijswijk niedaleko Hagi. Traktat został podpisany 20 września. Przywrócono status quo w koloniach między Anglią i Francją. Holendrzy uzyskali prawo posiadania garnizonów w kilku belgijskich twierdzach (tzw. „twierdzach bariery”), które miały stanowić strefę buforową między Francją a Republiką Zjednoczonych Prowincji. Ludwik XIV obiecał również nie popierać jakobickich pretensji do tronu (w 1696 r. jakobici planowali zamach na Wilhelma i przywrócenie tronu Jakubowi II).

### Sukcesja hiszpańska
Przez kolejne lata uwagę Wilhelma, podobnie jak i całej Europy, zaprzątała kwestia sukcesji po bezdzietnym królu Hiszpanii Karolu II. Kandydatów było dwóch – młodszy syn cesarza Leopolda I, arcyksiążę Karol, i wnuk Ludwika XIV, Filip, książę Andegawenii. Stawką była nie tylko Hiszpania, ale również jej posiadłości w Niderlandach i Włoszech, a także kolonie. Niezależnie która ze stron zdobyłaby hiszpańską koronę, stanowiłoby to rażące naruszenie zasady równowagi europejskiej, której gwarantem był Wilhelm III. Narodził się więc pomysł rozbioru posiadłości hiszpańskich między Francję i Austrię. Nie spodobało się to jednak Hiszpanom, którzy byli zdeterminowani utrzymać jedność swojego imperium. Dwa tzw. „traktaty rozbiorowe” z 1698 i 1700 r. pozostały martwą literą.
Przyczyniła się do tego postawa Ludwika XIV. Karol II zmarł w 1700 r., zapisując koronę Hiszpanii i jej wszystkie posiadłości Filipowi Andegaweńskiemu. Ludwik przeszedł więc do porządku dziennego nad drugim traktatem rozbiorowym, wprowadził Filipa do Madrytu, wkroczył do Mediolanu i Belgii i usunął holenderskie garnizony z „twierdz bariery”. W 1701 r. zmarł również Jakub II i pretensje do korony odziedziczył jego jedyny syn. Francuzi znowu zaczęli popierać sprawę pretendenta. W 1701 r. zachód Europy pogrążył się w wojnie o sukcesję hiszpańską, która trwała do 1713 r.

## Śmierć i następstwo

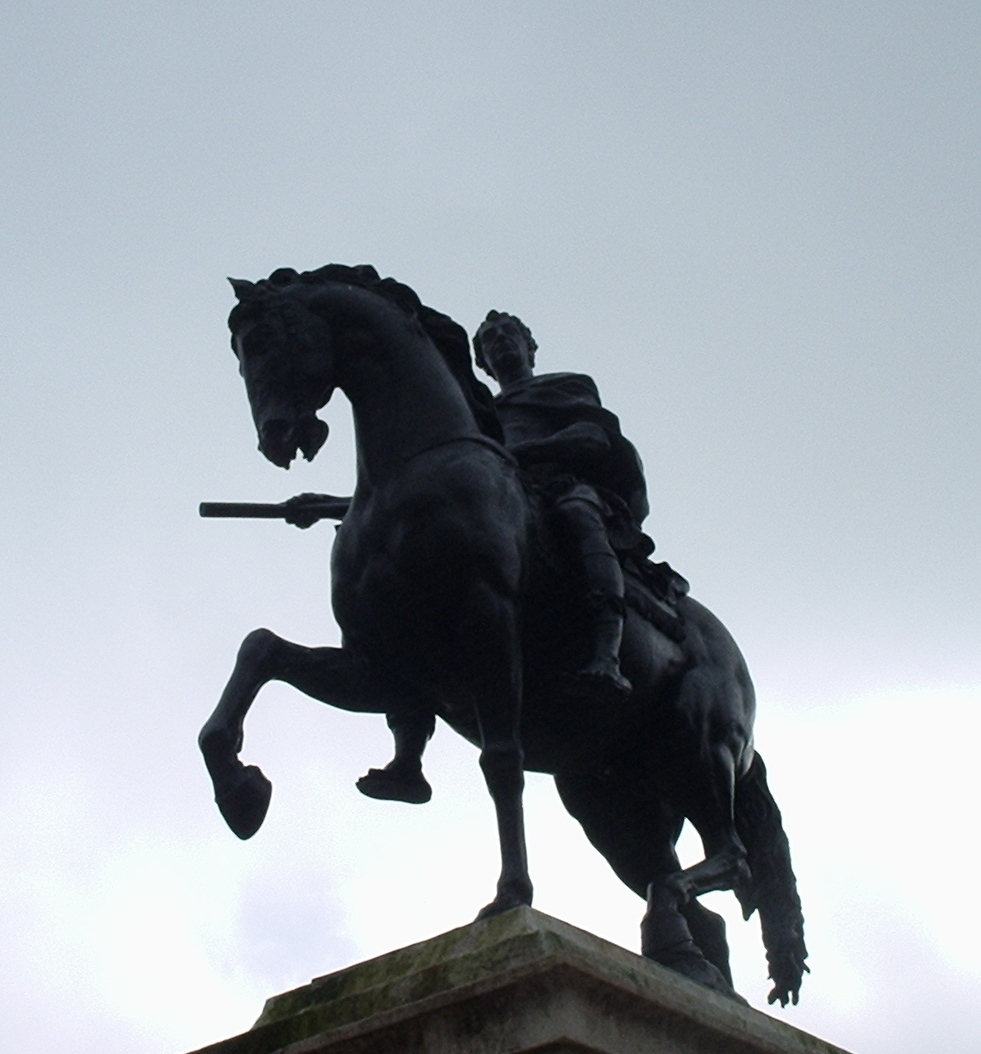
Pomnik Wilhelma III w Bristolu odsłonięty w 1736 r.

Wilhelm nie dożył zakończenia wojny. W 1702 r. podczas jazdy konnej jego koń potknął się, a Wilhelm spadł zeń tak nieszczęśliwie, że złamał obojczyk. Wkrótce zachorował na zapalenie płuc i zmarł 8 marca 1702 r. Pochowany został w opactwie westminsterskim niedaleko swojej żony. Wraz z nim wymarła linia książąt Oranii wywodząca się od Wilhelma Milczka. Stadhouderat został obalony (przywrócono go dopiero w 1747 r.). Księstwo Oranii odziedziczył jego odległy krewny Jan Wilhelm Friso. Korona Anglii i Szkocji przypadła jego szwagierce, Annie.
Prawdopodobnie koń Wilhelma wdepnął w kretowisko. Sprawiło to, że angielscy jakobici długo jeszcze wznosili toasty na cześć małego gentlemana w puszystym futerku.
Na cześć Wilhelma nazwano miasta Nassau (obecnie stolica Bahamów), Orange w stanie Connecticut oraz grupę miast „The Oranges” w stanie New Jersey (City of Orange Township, City of East Orange, Township of South Orange Village i Township of West Orange).